# Cypripedium lentiginosum
Cypripedium lentiginosum là một loài thực vật có hoa trong họ Lan. Loài này được P.J.Cribb & S.C.Chen mô tả khoa học đầu tiên năm 1999.